# Carretera Federal 62
La Carretera Federal 62 es una carretera Mexicana que recorre los estados de Zacatecas y San Luis Potosí, tiene una longitud total de 110 km. 
Las carreteras federales de México se designan con números impares para rutas norte-sur y con números pares para las rutas este-oeste. Las designaciones numéricas ascienden hacia el sur de México para las rutas norte-sur y ascienden hacia el Este para las rutas este-oeste. Por lo tanto, la carretera federal 62, debido a su trayectoria de este-oeste, tiene la designación de número par, y por estar ubicada en el Norte de México le corresponde la designación N° 62.

## Trayecto

### Zacatecas
Longitud = 33 km
- San Tiburcio – Carretera Federal 54
- Tanques de Guadalupe

### San Luis Potosí
Longitud = 87 km
- Huertecillas
- San Juan de Venegas
- Cedral
- Matehuala – Carretera Federal 57